# Sphagnum stollei
Sphagnum stollei là một loài rêu trong họ Sphagnaceae. Loài này được Roll mô tả khoa học đầu tiên năm 1915.